# Theuderik (V)
Prins Theuderik was de eerste van het Huis der Merovingen, die geen koning meer was. Hij kreeg niet de kans zijn vader, koning Childerik III, als koning van het Frankische Rijk op te volgen. Hij werd dus geen koning Theuderik V. Zijn vader was koning Childerik III, die in 751 werd onttroond. Samen met zijn onttroonde vader werd Theuderik na de onttroning van Childerik III kaalgeschoren, van zijn officiële waardigheden ontdaan en in de Abdij van Sint-Bertinus opgesloten. Er wordt beweerd dat Theuderik later in het klooster van Saint-Wandrille zou zijn opgesloten en zijn vader in Sint-Omaars. In ieder geval verdwenen ze voorgoed van het politieke toneel. Dit gebeurde door toedoen van de karolingische hofmeier Pepijn de Korte en paus Zacharias.
De hofmeier zag zijn kans schoon om zelf koning te worden over het Frankische Rijk. Hij werd door de paus tot koning gezalfd. Met zijn zoon Karel de Grote zou het Huis der Karolingen verder worden voortgezet. Het Huis der Merovingen was met de dood van Childerik III en zijn kinderloos gebleven zoon Theuderik (V) voorbij.